# Galerie Breckpot
Galerie Breckpot was een galerie en veilinghuis in Antwerpen tijdens het interbellum en de decennia na de Tweede Wereldoorlog. Directeur was Joseph Breckpot.
Het adres was Huidevettersstraat, 55 te Antwerpen. De galerie was voordien in de Koningstraat in Brussel gevestigd.
Doordat veel grote kunstenaars hier hebben tentoongesteld, is deze galerie van kunsthistorisch belang. Zij is ook opgenomen in de database van "Oxford Art Online".

## Tentoonstellingen
- 1921: Jean Brusselmans (eerste persoonlijke tentoonstelling)
- 1922: Fernand Verhaegen
- 1925: Paul Delvaux en Robert Giron
- 1926: Edouard Mallentjer
- 1926: Pieter Rotti
- 1928: Médard Verburgh (maart)
- 1928: André-Victor Lynen
- 1928: Constant Permeke
- 1929: Reimond Kimpe
- 1929: Jan Claessens
- 1929: Jozef Vinck
- 1929: Leo Bervoets (februari)
- 1930: André-Victor Lynen
- 1931: Willy Kreitz (12-25/12)
- 1933: Eugène Van Mieghem (november)
- 1933: De Vlaminck, Jan Wouters
- 1934: Médard Verburgh (maart)
- 1934: Japanse kunst, Eugène Joors, Jan Wouters
- 1935: XXX dessins de Alberto Tutino
- 1935: Eugène Van Mieghem (maart)
- 1936: Edmond Van Dooren
- 1937: Marineschilders, ter gelegenheid van de Week der Zeevaart
- 1938: Rafael Benet
- onbekend jaartal: Carol Deutsch
- 1939: Paul Joosten (11-23/2)
- 1943: Willy Kreitz (april)
- 1944: Rik Wouters (retrospectieve)
- 1946: Constant Permeke, Kunst van Heden (maart)
- 1946: Jakob Smits, Kunst van Heden (april)
- 1946: Richard Baseleer, Kunst van Heden (mei)
- 1946: Walter Vaes, Kunst van Heden (november)
- 1948: Leo Bervoets (november-december)
- 1954: Rotterdamse schilders, wandschilders en grafici
- 1951: Edgard Wiethase
- 1956: Maria Van Overmeir
- 1957: Jan Claessens
- 1958: Emond Van Dooren, Kunstkring 't Getij (26/4-7/5)
- 1959: Emil de la Montagne, Benoît D. Gilsoul, Jan Wouters
- 1960: Gilbert Baibay
- 1961: Eline Rausenberger
- 1962: André Toussaint
- 1963: Maria Van Overmeir
- 1965: Emond Van Dooren
- 1966: Paule Nolens, Walter Spitzer
- 1969: Edgard Wiethase
- 1969-1970: Germaine Brus
- 1971: Germaine Brus
- 1972: Germaine Brus
- 1975: Germaine Brus
- 1975: Kunstkring 't Getij, 35-jarig bestaan
- 1976: Yvon Vandycke
- 1977: Lucie Spineux
- 1979: Jef Van Campen